# 切越町
切越町（きりこしちょう）は愛知県岡崎市大平地区の町名。丁番を持たない単独町名であり、6つの小字が設置されている。

## 地理
岡崎市の地理的中央部に位置する。町内には男川が流れている。住宅地は南西部の河川沿岸に形成されて、その他の地域は基本的に森林である。

### 小字
- 字後山（うしろやま）
- 字落（おち）
- 字庄作り（しょうつくり）
- 字長灰田（ちょうはいだ）
- 字堤ケ根（つつみがね）
- 字中ノ坪（なかのつぼ）

## 小・中学校の学区
市立小・中学校に通う場合、学区は以下の通りとなる。
| 番・番地等 | 小学校             | 中学校             |
| ---------- | ------------------ | ------------------ |
| 全域       | 岡崎市立生平小学校 | 岡崎市立河合中学校 |

## 歴史
1649年に桜井寺村から分村独立した額田郡切越町を前身とする。
1889年10月1日に新設合併で茅原沢村、岩戸村、古部村、才熊村、秦梨村、須淵村、生平村、切越村、蓬生村で合併し、河合村となった。そして1955年2月1日に岩津町、福岡町、本宿村、山中村、藤川村、竜谷村、河合村、常磐村の残部が岡崎市に編入された。

### 史跡
- 小島屋敷跡

## 交通
- 愛知県道37号岡崎作手清岳線（男川せせらぎ道）

## 施設
- 須佐之男神社[6]

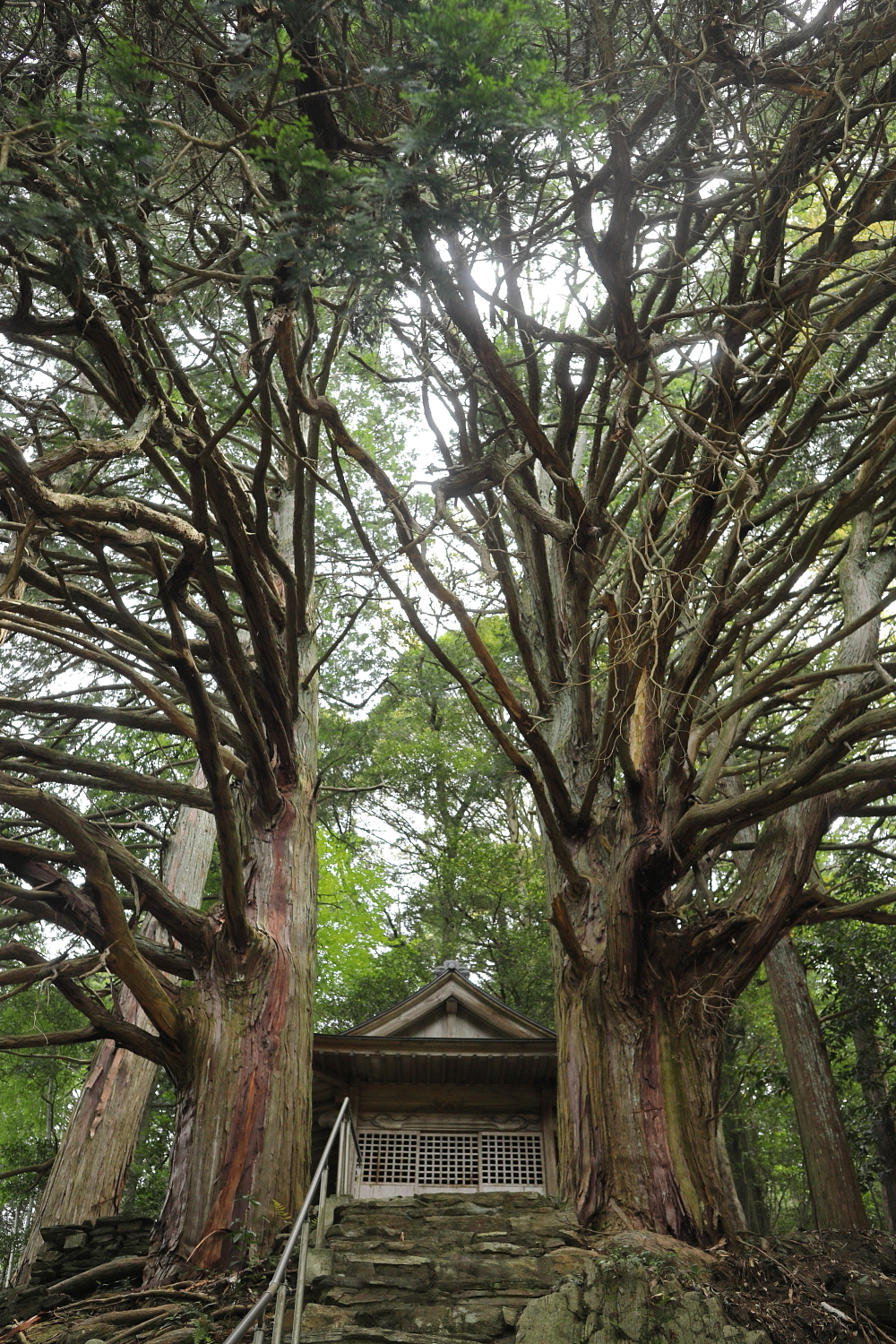
須佐之男神社と夫婦ヒノキ（岡崎市指定文化財（天然記念物））

## その他

### 日本郵便
- 郵便番号 : 444-3332[3]（集配局：岡崎郵便局[7]）。

## 参考資料
- 「角川日本地名大辞典」編纂委員会 編『角川日本地名大辞典 23 愛知県』角川書店、1989年3月8日。ISBN 4-04-001230-5。
- 有限会社平凡社地方資料センター 編『日本歴史地名大系第23巻 愛知県の地名』平凡社、1981年。ISBN 4-582-49023-9。